# Cytherea rungsi
Cytherea rungsi är en tvåvingeart som beskrevs av Timon-david 1952. Cytherea rungsi ingår i släktet Cytherea och familjen svävflugor.
Artens utbredningsområde är Marocko. Inga underarter finns listade i Catalogue of Life.